# Xyrichtys pentadactylus
Xyrichtys pentadactylus är en fiskart som först beskrevs av Carl von Linné 1758.  Xyrichtys pentadactylus ingår i släktet Xyrichtys och familjen läppfiskar. IUCN kategoriserar arten globalt som livskraftig. Inga underarter finns listade i Catalogue of Life.